# Wilhelm Dörr
Wilhelm Dörr, detto Willy (Francoforte sul Meno, 7 agosto 1881 – Francoforte sul Meno, 5 aprile 1955), è stato un tiratore di fune, multiplista e discobolo tedesco.

## Biografia
Ha partecipato ai giochi olimpici di Atene di 1906, dove ha vinto la medaglia d'oro nel tiro alla fune con la squadra tedesca, battendo la squadra greca.
Ha partecipato anche alle gare di atletica, nel pentathlon antico e nel lancio del disco.
Ha pubblicato diversi libri di argomento sportivo.

## Palmarès
In carriera ha conseguito i seguenti risultati:
- Giochi olimpici

Atene 1906: oro nel tiro alla fune.